# Virginia Beach
Virginia Beach är en stad (independent city) i delstaten Virginia i USA. Staden har 459 470 invånare (2020), på en yta av 1 288,52 km². Det är delstatens folkrikaste stad, belägen vid Chesapeake Bays mynning, i Hampton Roads storstadsområde.
Virginia Beach är en stor turistort, och turismen inbringar också stadens största inkomster. Inom stadens gränser ligger också flera militära anläggningar, inklusive Joint Expeditionary Base Little Creek–Fort Story och Naval Air Station Oceana.